# Матертал
Матертал (Mattertal) е долина в Пенинските Алпи, Швейцария, кантон Вале.
Тя е типична трогова долина, оформена от ледник при последното заледяване. Склоновете ѝ са стръмни, дъното - заравнено. Оформени са прагове, в зависимост от това докъде се е задържал ледникът в своето развитие. По началните ѝ склонове все още са се съхранили големи ледници като например Горнер.
През нея тече река Матер Фисп, приток на Рона. Долината е обърната на север и е заобиколена от внушителни масиви – Монте Роза, Вайсхорн, Мишабел, които са сред най-високите в Алпите. Денивелацията между масивите от ляво и дясно (те достигат 4500 м) и долината при Ранда (1500 м) нарежда Матертал сред най-дълбоките долини в Алпите. Дълга е около 30 км.
Много от машрутите за тяхното изкачването на масивите започват от долината. В горната ѝ част се намира известният курорт Цермат. По-надолу са Теш, Ранда и Санкт Никлаус. Развити са зимният туризъм (320 км ски писти) и алпинизмът. От околностите на Цермат гледката се увенчава от величествения Матерхорн.